# The Producers
The Producers（ザ・プロデューサーズ）はイギリスのバンド。

## 概要・来歴
2006年11月にロンドンのクラブ『Barfly』でデビューライブを行う。
2007年8月20日、デビューシングル「Barking Up The Right Tree」を発表。
2008年1月に1stアルバム『Studio 1』の発売が予定されていたが無期延期となった。
バンド活動自体は小規模のクラブでの有名バンドの楽曲のカヴァー・トレヴァーが自らプロデュースした楽曲のセルフカヴァーを中心にしたライヴ活動を数ヶ月に1回のペースで行いつつ、1stアルバムのレコーディングも合間を見て行っていた。
2012年2月、クリス・ブレイドが脱退。5月28日に1stアルバム「Made In Basing Street」をリリース予定。8月5日-6日にビルボードライブ東京にて来日公演を予定。

## 作品

### シングル
- Barking Up The Right Tree （2007年8月20日）

### アルバム
- Made In Basing Street (2012年5月28日)